# بابور (سطيف)
بابور هي مدينة وبلدية تابعة إداريا وإقليميا إلى دائرة بابور التابعة إلى ولاية سطيف الجزائرية، تقع على بعد 42 كلم شمال مدينة سطيف، يحدها شمال ا كل من إيراقن، وزيامة منصورية، وتامريجت. وجنوبا كل من سرج الغول، وعموشة، وعين الكبيرة. وشرقا كل من إيراقن، وسرج الغول. وغربا كل من تيزي نبشار، وواد البارد، وو تامريجت. تحتوي على الكثير من موارد مائية، وهي بلدية يمارس سكانها الزراعة، وتربية الماشية والدواجن، والصناعة والحرف التقليدية، كما ستشهد في المستقبل القريب مشروع منطقة صناعية سيوفر الكثير من مناصب الشغل..

## حقائق سريعة
- بابور بلدية جزائرية تابعة إقليمياً وإدارياً إلى دائرة بابور التابعة إلى ولاية سطيف الجزائرية.
- تقع بلدية بابور شمال شرق الجزائر، في الجهة الشمالية لـ عاصمة الهضاب العليا ولاية سطيف، شمال مركز الولاية مدينة سطيف الجزائرية في الجهة الشرقية من إقليم الهضاب العليا، وفي الإقليم الشمال الشرقي الجزائري.
- تقع بلدية بابور على دائرة عرض : 36.5470928 وخط طول : 5.6730827 وعلى ارتفاع 1700 متر فوق سطح البحر، في الموقع الفلكي 36° 27′ 43″ شمالاً, 5° 29′ 57″ شرقاً.
- يمر بـ بلدية بابور الطريق الولائي رقم 137 (W137)، والطريق الولائي رقم 137أ (W137A)، كما يمر بها الطريق السياحي الرابط بين مدينة سطيف، وزيامة منصورية، والذي يمر عبر سطيف، الأوريسية، عين الكبيرة، بابور، إيراقن سويسي، زيامة منصورية.
- يوجد بـ بلدية بابور شبكة من الطرق البلدية والتي تربط جميع الأماكن الحضرية، والتجمعات السكانية بـ البلدية ببعضها البعض.
- يبعد مركز ولاية سطيف مدينة سطيف عن بلدية بابور بـ 42 كلم.

## الاقتصاد
تتميز بلدية بابور بتنوع الأنشطة الاقتصادية فيها، كالفلاحية منها وبجميع أنواعها من الزراعة، وتربية المواشي، والدواجن، كما تعرف المنطقة نشاطاً مميزا في مجال الصناعات التقليدية.

### الفلاحة
تعرف بلدية بابور نشاطات فلاحية متنوعة، كالزراعة وتربية الماشية، والدواجن، وتربية النحل..

#### الزراعة
تتميز بلدية بابور بكثافة وتنوع النشاط الزراعي بها..

#### تربية المواشي
تعرف بلدية بابور بتربية المواشي، بمختلف أنواعها، من أبقار، وماعزٍ، وضأن.

#### تربية الدواجن
تعرف بلدية بابور، بكثرة مؤسسات تربية، الدواجن وبجميع أنواعها.

#### تربية النحل وإنتاج العسل
تعرف بلدية بابور نشاطاً متميزاً في مجال تربية النحل وإنتاج العسل الحر الطبيعي، وتعرف بجودة ووفرة هذا المنتوج...

### الصناعة التقلليدية والحرف
تتميز بلدية بابور بكثرة النشاط في مجال الصناعية التقليدية..

### التجارة
تعرف بلدية بابور مؤخرا نشاطات تجارية مختلفة...

## الثقافة
تعرف بلدية بابور في الآونة الأخيرة نشاط فكري وثقافي نوعي...

## الرياضة
تعرف بلدية بابور اهتماما بالغا بالمجال الرياضي وبمختلف تخصصاته، ويتركز اهتمام شباب البلدية (بابور) بكرة القدم في الدرجة أولى، وكرة السلة تشكل ثاني اهتمامات شباب بلدية بابور، كما يوجد نشاط مميز في مجال كرة اليد، وكرة الطائرة، وكرة الصالات، ورياضة تنيس، وكرة الطاولة، وتعرف المنطقة اهتماما خاصا برياضة السباحة، والفروسية، ورياضة الفيتنس، وكمال الأجسام، ورفع الأثقال، وتعرف المنطقة أيضا نشاطاً مكثفا في مجال رياضة الفنون القتالية (الفنون الدفاعية).

## البيئة
تتميز بابور بتضاريسها الجبلية الوعرة، وغاباتها الكبيرة والكثيفة، والتي تتوفر على أشجار، وغطاء نباتي متنوع، وأراضي زراعية خصبة.

## جغرافيا

### الموقع
توجد بلدية بابور ضمن دائرة بابور الواقعة يـ عاصمة الهضاب العليا ولاية سطيف الكائنة الجمهورية الجزائرية الديمقراطية الشعبية، يحدها شمال ا كل من إيراقن سويسي، وزيامة منصورية، وتامريجت. وجنوبا كل من سرج الغول، وعموشة، وعين الكبيرة. وشرقا كل من إيراقن سويسي، وسرج الغول. وغربا كل من تيزي نبشار، وواد البارد، وتامريجت. وتعد بابور من البلديات الحدودية لـولاية سطيف شمال ا مع ولاية جيجل. يقدر ارتفاع بلدية بابور عن سطح البحر بحوالي 1700 م، وتتواجد البلدية في منطقة جبلية وعرة، ضمن سلسلة جبال الأطلس التلي.
* الموقع الجغرافي:
بابور (سطيف) Babor

## مناخ
- مناخ بابور (سطيف) (أقاليم مناخية: Csa)

* الطقس : بابور (سطيف) Babor
تتميز بلدية بابور بشتاء قارس البرودة مع احتمالية انخفاض درجة الحراة إلى 20 درجة تحت الصفر، كما تعرف المنطقة هطول أمطار غزيرة، وثلوج كثيفة لأيام عديدة من فصل الشتاء، وبداية فصل الربيع " كالعديد من المناطق الداخلية الجزائرية "، أما فصل الصيف فهو معتدل.
| البيانات المناخية لـبلدية بابور (سطيف)                                                                     | البيانات المناخية لـبلدية بابور (سطيف) | البيانات المناخية لـبلدية بابور (سطيف) | البيانات المناخية لـبلدية بابور (سطيف) | البيانات المناخية لـبلدية بابور (سطيف) | البيانات المناخية لـبلدية بابور (سطيف) | البيانات المناخية لـبلدية بابور (سطيف) | البيانات المناخية لـبلدية بابور (سطيف) | البيانات المناخية لـبلدية بابور (سطيف) | البيانات المناخية لـبلدية بابور (سطيف) | البيانات المناخية لـبلدية بابور (سطيف) | البيانات المناخية لـبلدية بابور (سطيف) | البيانات المناخية لـبلدية بابور (سطيف) | البيانات المناخية لـبلدية بابور (سطيف) |
| الشهر | يناير                                  | فبراير                                 | مارس                                   | أبريل                                  | مايو                                   | يونيو                                  | يوليو                                  | أغسطس                                  | سبتمبر                                 | أكتوبر                                 | نوفمبر                                 | ديسمبر                                 | المعدل السنوي                          |
| --- | -------------------------------------- | -------------------------------------- | -------------------------------------- | -------------------------------------- | -------------------------------------- | -------------------------------------- | -------------------------------------- | -------------------------------------- | -------------------------------------- | -------------------------------------- | -------------------------------------- | -------------------------------------- | -------------------------------------- |
| الدرجة القصوى °م (°ف)                                                                                      | 12.3 (54.1)                            | 9.0 (48.2)                             | 8.1 (46.6)                             | 7.3 (45.1)                             | 6.0 (42.8)                             | 7.6 (45.7)                             | 8.5 (47.3)                             | 9.0 (48.2)                             | 10.2 (50.4)                            | 11.0 (51.8)                            | 14.0 (57.2)                            | 9.7 (49.5)                             | 14.0 (57.2)                            |
| متوسط درجة الحرارة الكبرى °م (°ف)                                                                          | 8.5 (47.3)                             | 9.0 (48.2)                             | 10.9 (51.6)                            | 11.2 (52.2)                            | 12.1 (53.8)                            | 11.6 (52.9)                            | 14.0 (57.2)                            | 15.7 (60.3)                            | 12.1 (53.8)                            | 15.2 (59.4)                            | 10.6 (51.1)                            | 7.3 (45.1)                             | 11.5 (52.7)                            |
| المتوسط اليومي °م (°ف)                                                                                     | 6.1 (43.0)                             | 7.1 (44.8)                             | 8.6 (47.5)                             | 9.4 (48.9)                             | 12.6 (54.7)                            | 13.5 (56.3)                            | 10.2 (50.4)                            | 11.2 (52.2)                            | 12.4 (54.3)                            | 11.4 (52.5)                            | 10.4 (50.7)                            | 8.9 (48.0)                             | 10.2 (50.3)                            |
| متوسط درجة الحرارة الصغرى °م (°ف)                                                                          | 3.6 (38.5)                             | 2.1 (35.8)                             | 2.2 (36.0)                             | 3.5 (38.3)                             | 8.0 (46.4)                             | 9.3 (48.7)                             | 12.3 (54.1)                            | 11.6 (52.9)                            | 10.7 (51.3)                            | 9.5 (49.1)                             | 6.1 (43.0)                             | 3.4 (38.1)                             | 6.9 (44.4)                             |
| أدنى درجة حرارة °م (°ف)                                                                                    | −6.0 (21.2)                            | −7.6 (18.3)                            | −4.0 (24.8)                            | −2.2 (28.0)                            | 1.0 (33.8)                             | 4.0 (39.2)                             | 6.7 (44.1)                             | 9.0 (48.2)                             | 7.0 (44.6)                             | 2.0 (35.6)                             | −4.0 (24.8)                            | −5.0 (23.0)                            | −7.6 (18.3)                            |
| الهطول مم (إنش)                                                                                            | 38.6 (1.52)                            | 42.3 (1.67)                            | 34.8 (1.37)                            | 35.2 (1.39)                            | 25.5 (1.00)                            | 16.9 (0.67)                            | 7.9 (0.31)                             | 10.2 (0.40)                            | 14.4 (0.57)                            | 16.4 (0.65)                            | 20.5 (0.81)                            | 30.1 (1.19)                            | 292.8 (11.55)                          |
| متوسط الأيام الممطرة (≥ 1 mm)                                                                              | 9                                      | 7                                      | 6                                      | 7                                      | 10                                     | 5                                      | 8                                      | 9                                      | 16                                     | 14                                     | 18                                     | 22                                     | 131                                    |
| متوسط الأيام المثلجة (≥ 1 cm)                                                                              | 22                                     | 18                                     | 19                                     | 16                                     | 0                                      | 0                                      | 0                                      | 0                                      | 1                                      | 4                                      | 8                                      | 10                                     | 98                                     |
| متوسط الرطوبة النسبية (%)                                                                                  | 37.9                                   | 25.3                                   | 30.1                                   | 30.6                                   | 24.0                                   | 23.8                                   | 14.8                                   | 20.9                                   | 22.9                                   | 24.3                                   | 33.8                                   | 37.7                                   | 27.2                                   |
| المصدر #1: الإدارة الوطنية للمحيطات والغلاف الجوي (فترة : 1961–1990)                                       |                                        |                                        |                                        |                                        |                                        |                                        |                                        |                                        |                                        |                                        |                                        |                                        |                                        |
| المصدر #2: climatebase.ru (الدرجات القصوى، الرطوبة) المصدر الثالث : Climate Zone (الأيام الممطرة والمثلجة) |                                        |                                        |                                        |                                        |                                        |                                        |                                        |                                        |                                        |                                        |                                        |                                        |                                        |

## مواضيع ذات صلة

### وصلات داخلية
- ولاية سطيف
- دائرة بابور
- جبال بابور
- قطيطة (Guetita)

## وصلات خارجية
- موقع ولاية سطيف
- مدونة التربية والتعليم (موقع مديرية التربية لولاية سطيف)
- مديرية التجارة لولاية سطيف
- إذاعة سطيف (البث الحي)
- موقع وزارة الداخلية والجماعات المحلية والتهيئة العمرانية الجزائرية
- موقع وزارة السكن والعمران والمدينة الجزائرية
- موقع وزارة البيئة والطاقات المتجددة الجزائرية
- موقع وزارة الفلاحة والتنمية الرفيفية والصيد البحري الجزائرية
- موقع وزارة التجارة الجزائرية
- موقع وزارة الصناعة والمناجم الجزائرية
- موقع وزارة السياحة والصناعة التقليدية الجزائرية
- موقع وزارة الصحة، السكان و اصلاح المستشفيات الجزائرية
- موقع وزارة العمل، التشغيل و الضمان الاجتماعي الجزائرية
- موقع وزارة العدل الجزائرية
- موقع وزارة المالية الجزائرية
- موقع وزارة الطاقة الجزائرية
- موقع وزارة الشؤون الدينية و الاوقاف الجزائرية
- موقع وزارة التربية الوطنية الجزائرية
- موقع وزارة التعليم العالي و البحث العلمي الجزائرية
- موقع وزارة التكوين و التعليم المهنيين الجزائرية
- موقع وزارة الثقافة الجزائرية
- موقع وزارة البريد والاتصالات السلكية واللاسلكية والتكنولوجيات والرقمنة الجزائرية
- موقع وزارة الشباب و الرياضة الجزائرية
- موقع وزارة التضامن الوطني، الاسرة و قضايا المرأة الجزائرية
- موقع وزارة الاتصال الجزائرية
- موقع وزارة الاشغال العمومية والنقل الجزائرية
- موقع وزارة الموارد المائية الجزائرية

- الموقع الرسمي لمديرية التخطيط والتهيئة العمرانية لولاية سطيف
- سطيف انفو - عربي، فرنسي
- السطايفي - سطيف الجزائر - فرنسي
- سطيف نت - عربي، فرنسي، أمازيغي
- سطيف - فرنسي